# Dragutin Šurbek
Dragutin Šurbek (Zágráb, 1946. augusztus 8. – Zágráb, 2018. július 15.) világ- és Európa-bajnok horvát asztaliteniszező.

## Sikerei, díjai
- Világbajnokság
  - aranyérmes (2): 1979 (páros), 1983 (páros)
  - ezüstérmes (2): 1975 (páros, csapat)
  - bronzérmes (9): 1969 (csapat), 1971 (egyes, csapat), 1973 (egyes, páros), 1977 (páros), 1981 (egyes, páros, vegyes páros)
- Európa-bajnokság
  - aranyérmes (5): 1968 (egyes), 1970 (páros), 1976 (csapat), 1982 (páros), 1984 (páros)
  - ezüstérmes (5): 1964 (csapat), 1970 (csapat), 1972 (csapat), 1980 (páros), 1982 (vegyes páros)
  - bronzérmes (8): 1974 (egyes, páros), 1976 (páros), 1978 (páros), 1984 (egyes, vegyes páros), 1986 (egyes, vegyes páros)